# Khenmet
Khenmet va ser una princesa egípcia de la XII Dinastia (cap al 1800 aC). Se sap que va existir gràcies a la seva tomba trobada intacta, que contenia un conjunt d’adorns personals excepcionals. Es desconeix qui eren els seus predecessors.

## Sepultura
| Xnm · t | m |

| Xnm · t | m |

A Khenmet només se la coneix pel seu enterrament situat al costat de la piràmide d'Amenemhet II a Dashur. Al costat oest de la piràmide hi havia tres galeries subterrànies que contenien cadascuna dues tombes. Quatre d'aquestes tombes, incloses les de Khenmet, Ita i Itaueret les van trobar sense saquejar.

Khenmet va ser enterrada en un conjunt de tres sarcòfagsː El més exterior estava sense decorar, el següent era un fèretre de fusta decorat amb làmines d’or per la part exterior i la interior amb textos jeroglífics, finalment hi havia un fèretre antropoide interior, que es va trobar molt mal conservat. El cos de Khenmet estava adornat amb una gran varietat de joies com ara un ampli collaret, braçalets i tormelleres. Al costat del cos s'hi van trobar moltes armes, típiques en les inhumacions reials del Regne Mitjà.

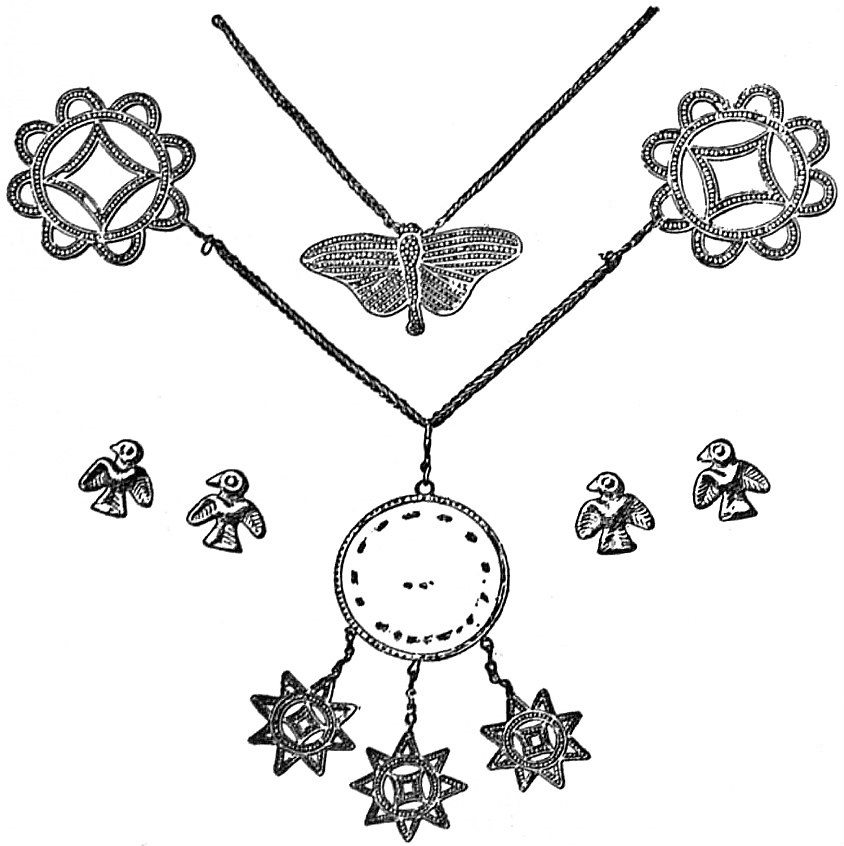
Collaret de la tomba de Khenmet, molt probablement elaborat a Creta.

A la petita cambra del costat del sarcòfag s'hi van trobar altres adorns personals, entre els quals dues corones i parts d'un collaret fetes d'or. Probablement, aquest darrer colleret esmentat no sigui una obra d’art egípcia, ja que se sospita que es tracti de producció cretenca.

## Parentiu de Khenmet
No se sap qui era el pare de Khenmet. Per la posició del seu enterrament, al costat de la piràmide d'Amenemhet II, sembla probable que en fos la filla. Tanmateix alguns investigadors assenyalen que l'aixovar funerari trobat a la tomba de Khenmet és més típic de finals de la dinastia XII (80 anys després del regnat d'aquest faraó), així com també la ceràmica que hi havia a l'enterrament.